# Confusion – Sommer der Ausgeflippten
Confusion – Sommer der Ausgeflippten (Originaltitel Dazed and Confused) ist ein US-amerikanischer Coming-of-Age-Film des Regisseurs Richard Linklater aus dem Jahr 1993 nach seinem eigenen Drehbuch. Er zeigt den letzten Schultag einer Teenagergruppe in Austin des Jahres 1976. Der Filmtitel ist abgeleitet vom Song „Dazed and Confused“ der Band Led Zeppelin.

## Handlung
Am 28. Mai 1976, dem letzten Schultag an der Lee High School in den Vororten von Austin, bereitet sich eine Gruppe von Schülern der Abschlussklasse des kommenden Schuljahres (Seniors) auf das jährliche Hazing der neu ankommenden Schüler (Freshmen) vor. Der traditionelle Initiationsritus besteht für die Schüler männlichen Geschlechts darin, sich von den Älteren mit Holzkellen („paddles“) den Hintern versohlen zu lassen, während jene weiblichen Geschlechts von den älteren Schülerinnen auf dem Parkplatz versammelt, dort mit Senf, Ketchup, Mehl und rohen Eiern beschmiert und schließlich dazu gezwungen werden, den älteren Schülern (männlichen Geschlechts) Anträge zu machen.
Dem Freshman Mitch Kramer gelingt es zunächst, mit seinem besten Freund Carl Burnett dem Ritus zu entkommen, nachdem Carls Mutter einen die beiden verfolgenden, älteren Schüler, Fred O’Bannion, mit einer Schrotflinte bedroht. Fred lauert Mitch jedoch nach einem Baseballspiel zusammen mit Freunden auf und holt das Hazing nach. Einer der Seniors dieser Gruppe, Randall „Pink“ Floyd, bringt Mitch nach Hause und lädt ihn ein, am Abend noch mit Freunden durch die Stadt zu cruisen. Pink ist der Star des schuleigenen American-Football-Teams und soll seinem Coach auf dessen Wunsch eine Vereinbarung unterschreiben, dass er während des Sommers keine Drogen nehmen oder irgendetwas anderes tun werde, was das Ziel, mit der Mannschaft die Meisterschaft zu gewinnen, untergraben könnte. Pink jedoch verweigerte die Unterschrift bislang.
Für den Abend zu einer Keg Party eingeladen hat Kevin Pickford, dessen Pläne jedoch durch eine zu früh kommende Lieferung der namensgebenden Bierfässer eine andere Wendung erhalten, da seine Eltern daraufhin beschließen, nicht wie geplant wegzufahren, sondern lieber zu Hause zu bleiben. Cynthia Dunn, Tony Olson und Mike Newhouse, die in der Schule als Streber angesehen werden, beschließen auszugehen und an den Aktivitäten der Mitschüler teilzuhaben. Pink und sein Freund David Wooderson, ein etwas älterer Kerl, nehmen Mitch Kramer mit zum Emporium, einer Billardhalle, die sich unter den jungen Leuten der Stadt auch an diesem Abend großer Beliebtheit erfreut. Dort wird Mitch auch Julie Simms vorgestellt, die als Sophomore einen Jahrgang über ihm ist. Die beiden fühlen sich zueinander hingezogen. Mitch selbst lässt sich von seinen neuen Freunden mitreißen, trinkt Bier, raucht zum ersten Mal in seinem Leben Marihuana und beteiligt sich am Mailbox Baseball: Man fährt mit dem Auto die Straße entlang und versucht, die Briefkästen mit einem Baseballschläger abzuschlagen. Einer der Bewohner erwischt sie schließlich dabei und droht damit, die Polizei zu rufen. Sie können zwar entkommen, der Schuss aus dem Revolver des Bewohners verfehlt das Auto jedoch nur knapp. Zurück am Emporium trifft Mitch einige alte Freunde aus der Middle School, mit denen er den Plan ausheckt, sich an Fred O’Bannion, der das Hazing fortsetzt, für die erlittene Demütigung zu rächen, indem man Farbe über diesen kippt.
Nachdem das Emporium schließt, begleitet Mitch seine neuen Freunde zu einer spontanen Keg Party außerhalb der Stadt auf dem freien Feld bei einem der berühmten „Moonlight Towers“ von Austin. Dorthin zieht es auch Cynthia, Tony und Mike, die dabei ihre erste Feier dieser Art erleben. Cynthia lernt David Wooderson kennen und tauscht Telefonnummern mit ihm aus, da sie ihn sympathisch findet. Währenddessen freundet sich Tony mit Sabrina Davis an, die er bereits zuvor beim Hazing getroffen hatte, und hängt mit dieser ab. Mike hingegen wird von Clint Bruno bedroht, der auf Streit aus zu sein scheint, wehrt sich und wird daraufhin von Clint körperlich angegangen. Pink und David gehen jedoch zwischen die Kontrahenten und beenden den Kampf. Footballspieler Benny O’Donnell stellt Pink wegen dessen Weigerung, als einziger Spieler den Vertrag bei seinem Coach zu unterschreiben, zur Rede. Pink verweigert dies jedoch auch weiterhin, da er es nicht mit seinen Überzeugungen vereinbaren könne. Währenddessen verlässt Mitch zusammen mit Julie die Feierlichkeiten und fährt mit ihr zu einem nahegelegenen Hügel mit Blick auf die Stadt, um dort „herumzuknutschen“. Tony bringt Sabrina nach Hause, wo sie sich mit einem Kuss voneinander verabschieden.
Als die Morgendämmerung anbricht, treffen sich Pink, David, Don und einige weitere Freunde – darunter Ron Slater und Simone Kerr – auf der 50-Yard-Linie des Football-Feldes, um Marihuana zu rauchen. Als die Polizei eintrifft, lassen sie die Drogen schnell verschwinden. Die Polizisten erkennen Pink und rufen dessen Coach Conrad, der nach Eintreffen einen Vortrag über das Herumhängen mit „Verlierern“ hält – und darauf besteht, dass Pink nun den Vertrag unterschreibt. Daraufhin wirft Pink seinem Coach empört den Vertrag ins Gesicht und betont, dass er zwar Football spielen möge, den Vertrag allerdings unter keinen Umständen unterschreiben werde. Er verlässt das Feld mit seinen Freunden, um Tickets für ein Aerosmith-Konzert zu besorgen. Mitch ist unterdessen zu Hause angekommen, wo ihn seine Mutter bereits erwartet und ermahnt, nicht noch einmal so spät nach Hause zu kommen, jedoch auf Bestrafung verzichtet. Mitch zieht sich in sein Zimmer zurück, setzt Kopfhörer auf und hört zum Abschluss den Song „Slow Ride“ von Foghat.

## Hintergrund

### Entwicklung und Drehbuch
Regisseur und Drehbuchautor Richard Linklater entwickelte schon vor der Premiere seines vorherigen Filmes Slacker (1990) die Idee, eine Geschichte über Jugendliche an einem einzigen Frühlingstag des Jahres 1976 zu erzählen. Zunächst wollte er aus dieser Idee einen Experimentalfilm machen, der nur in einem Auto gespielt hätte, in dem mehrere Figuren das Album Fandango! von ZZ Top hören. Der Film hätte dabei die Länge des Albums gehabt, das stets im Hintergrund gelaufen wäre. Nach seinem Überraschungserfolg mit Slacker auf dem Sundance Film Festival 1991 wurden erstmals nennenswerte Hollywood-Studios auf den Independentfilmer Linklater aufmerksam und stiegen in das geplante Projekt ein.
Das Drehbuch wurde schließlich deutlich weniger experimentell aufgebaut, da es Linklaters erster Film mit einem größeren Budget war und er kein extremes Risiko eingehen wollte, und ähnelt strukturell dem Jugendfilm-Klassiker American Graffiti von George Lucas. Noch bevor er die Dialoge schrieb, dachte er an bestimmende Lieder dieser Ära und verwendete diese als eine Art Memorandum für die Atmosphäre des Filmes. Daher spielt die Musik auch eine bestimmende Rolle für den Film und sein Innenleben.
Linklater, der 1960 geboren wurde und somit im Jahr 1976 wie seine Figuren die Highschool besuchte, ließ auch autobiografische Elemente einfließen. Er habe die „Greatest Hits“ seiner Zeit an der Highschool in dem Film verarbeitet. Linklater identifizierte sich dabei mit der Figur des Pink, da er ein Sportler war, der auch mit anderen Highschool-Cliquen abhing, sowie mit der Figur des Freshmans Mitch, da er am Anfang seiner Highschool-Zeit ebenfalls Rituale wie beispielsweise die erste Party durchleben musste. Zugleich habe er sich wie die drei „Streber“-Charaktere im Film bereits zu den intellektuellen Schülern gezählt. Auch das Zerschlagen von Mülltonnen während einer Autofahrt beruht auf persönlichen Erlebnissen Linklaters. Im Oktober 2004 reichten drei von Linklaters ehemaligen Klassenkameraden an der Huntsville High School in Texas gegen ihn Klage wegen Diffamierung ein und begründeten diese mit gleichgenannten Charakteren im Film, für die sie als Vorbilder dienen würden. Die Klage wurde jedoch schließlich abgewiesen.
Im September 1993 publizierte der Verlag St. Martin’s Press ein Taschenbuch mit 127 Seiten (ISBN 0-312-09466-3), das von Linklaters Drehbuch inspiriert war. Für die Zusammenstellung des Inhalts zeichneten unter anderem Linklater selbst und Denise Montgomery verantwortlich, die Gestaltung übernahm Erik Josowitz. Das Buch ist einem High-School-Jahrbuch nachempfunden und enthält neben Profilen der einzelnen Filmcharaktere unter anderem auch von diesen geschriebene Essays und eine Zeitleiste für die Jahre 1973 bis 1977, zudem Schwarzweißfotografien von Filmszenen.

#### Themen und Motive
Obwohl Dazed and Confused später oft als Zelebrierung des Zeitgeistes der 1970er-Jahre wahrgenommen wurde, will Linklater seinen Film als „anti-nostalgisch“ verstanden wissen: „I thought the 1970s sucked“, äußerte er 2019 in einem Text für den Guardian – einen ähnlichen Satz spricht die Figur der Cynthia, die die 1950er- und 1960er-Jahre im Vergleich zu der Gegenwart von 1976 lobt, im Film. Trotzdem legte die Werbekampagne von Universal für den Film ein starkes Augenmerk auf die Nostalgie, was Linklater verärgerte. Neben vielen heiteren Szenen zeigt Linklater im Mikrokosmos der Highschool eine auseinanderdriftende amerikanische Gesellschaft der Post-Hippie-Zeit, in der es sowohl eine linksliberale, feministische Lehrerin wie auch Schlägertypen und strenge Sportlehrer gibt. Linklater zeige Figuren, die sich von der für sie enttäuschenden Gesellschaft entfernen und ihr Glück in Party und Spaß suchen, die eine heilende Wirkung auf sie hätten. Kleine Versuche, aus der jeweiligen Rolle in der Highschool auszubrechen – wie die von Pink, sich gegen den Sportlehrer aufzulehnen, oder des „Strebers“ Mike, sich gegen einen Schlägertypen zu wehren – sind selten komplett erfolgreich und oft mit Bestrafung verbunden. Der von der Figur des Wooderson geäußerten Moral des Filmes, man solle sich gesellschaftlichen Regeln und Erwartungen nicht beugen und „einfach weiterleben“, geht ebenfalls in diese Richtung.

“[The film] explores the plight of the teenager: trapped and oppressed, but with the budding consciousness of being trapped and oppressed, but still trapped and oppressed nontheless.”

„[Der Film] erforscht die Notlage des Teenagers: gefangen und unterdrückt, aber mit dem knospenden Bewusstsein, gefangen und unterdrückt zu sein, aber trotzdem immer noch gefangen und unterdrückt.“

### Schauspieler
Laut Richard Linklater bewarben sich sehr viele jugendliche Schauspieler um Rollen in dem Film, zumal Anfang der 1990er-Jahre die Welle an Brat-Pack-Teenagerfilmen vorüber war und zu dieser Zeit nur wenige Filme mit Jugendlichen im Mittelpunkt produziert wurden. Castings für die Schauspieler wurden in Los Angeles, New York City und Austin durchgeführt. Als Casting Director für den Film fungierte Lee Phillips, der bereits zehn Jahre zuvor in derselben Funktion bei der Highschool-Komödie Ich glaub’, ich steh’ im Wald mehrere spätere Hollywood-Stars entdeckt hatte. Linklater brachte die Schauspieler alle in einem Hotel in Austin unter und probte vor den Dreharbeiten erheblich. Dabei testete und veränderte er auch immer wieder das Drehbuch, wenn es Vorschläge der Schauspieler gab oder an einigen Stellen mehr gelacht wurde als an anderen.
Für Dazed and Confused wurde unter anderem Matthew McConaughey entdeckt, der zuvor nur in einigen lokalen Werbespots gespielt hatte und hiermit sein Filmdebüt absolvierte. Linklater war von McConaugheys Darstellung so eingenommen, dass er dessen Rolle während der Dreharbeiten deutlich ausbaute. Das Gegenteil passierte mit dem Schauspieler Shawn Andrews, der die Rolle des Kevin Pickford übernahm, bei dem die Hausparty stattfinden soll. Die Rolle von Shawn Andrews war deutlich größer, doch da er sich während der Dreharbeiten mit vielen Mitgliedern der Besetzung und Crew zerstritt, wurde seine Rollengröße erheblich gekürzt. Renée Zellweger blieb für ihren winzigen, wortlosen Auftritt als feiernde Schülerin ohne Nennung im Abspann.

### Soundtrack
Für Linklater war der Soundtrack sehr wichtig: Als Universal mit dem Gedanken spielte, für den Film anstelle der originalen 1970er-Musik einige MTV-freundliche Coverversionen damals aktueller Künstler zu verwenden, wehrte sich der Regisseur dagegen. Am Ende gingen 15 Prozent des Filmbudgets in den Einkauf der Musikrechte. So kostete das am Filmanfang gespielte Sweet Emotion von Aerosmith 100.000 US-Dollar, womit Linklater bereits in den ersten drei Minuten von Dazed and Confused das gesamte Budget seines Vorgängerfilms Slacker überschritt. Ausgerechnet das titelgebende Lied Dazed and Confused konnte nicht in den Soundtrack aufgenommen werden, da Led Zeppelin die Zustimmung verweigerten. Ein Album mit 14 Liedern, die in dem Film vorkommen, wurde veröffentlicht:
1. Rick Derringer – Rock and Roll, Hoochie Koo
2. Foghat – Slow Ride
3. Alice Cooper – School’s Out
4. Black Oak Arkansas – Jim Dandy
5. ZZ Top – Tush
6. Nazareth – Love Hurts
7. Ted Nugent – Stranglehold
8. The Runaways – Cherry Bomb
9. The Sweet – Fox on the Run
10. War – Low Rider
11. Lynyrd Skynyrd – Tuesday's Gone
12. Deep Purple – Highway Star
13. Kiss – Rock and Roll All Nite
14. Black Sabbath – Paranoid

## Rezeption
Dazed and Confused nahm nur rund acht Millionen US-Dollar an den Kinokassen ein, was (andere Faktoren wie die Vermarktung eingerechnet) bei einem Budget von rund 6,9 Millionen US-Dollar keinen Gewinn bedeutete. Universal hatte die Vermarktung des Filmes zuvor an eine kurzlebige, bald insolvente Firma namens Gramecy Pictures weitergegeben, die sich halbherzig um die Vermarktung kümmerten.
Trotzdem erhielt der Film ein sehr gutes Presseecho, was sich auch in den Auswertungen US-amerikanischer Aggregatoren widerspiegelt. So erfasst Rotten Tomatoes größtenteils wohlwollende Besprechungen und ordnet den Film dementsprechend als „Zertifiziert Frisch“ ein. Metacritic ermittelt aus den vorliegenden Bewertungen „Allgemeines Kritikerlob“.
Erst später entwickelte sich der Film, auch durch die Veröffentlichung auf Video Home System, zu einem Publikumserfolg und erreichte über die Jahre Kultfilmstatus. Quentin Tarantino nahm ihn 2002 und nochmals 2012 in seine Top-10-Liste der „besten Filme aller Zeiten“ für die Filmzeitschrift Sight and Sound auf, Entertainment Weekly führt den Film sowohl auf Platz 3 in der Liste der 50 Best High School Movies als auch auf Platz 10 der Funniest Movies of the Past 25 Years. Und They Shoot Pictures, Don’t They? zählt den Film zu den 1000 angesehensten Werken der Filmgeschichte.
Roger Ebert von der Chicago Sun-Times merkt an, der gute Film sei eine Kreuzung von Anthropologie mit Kunst und führe seinen Zuschauern auch vor Augen, wie sehr doch die meisten Teenagerfilme ihr Subjekt in übermäßig romantischem Licht darstellen. Desson Howe von der Washington Post wünscht sich für den Film einen Platz in der Library of Congress neben den großen Meisterwerken der Filmgeschichte, da er amerikanische Kultur in einem besonderen Maße reflektiere; er hebt unter den schauspielerischen Leistungen besonders jene von Jason London (Pink) und Wiley Wiggins (Mitch) hervor, fühlt sich beim Stil des Films zudem an Robert Altman erinnert. James Berardinelli hingegen bemängelt die minimale Handlung des Films und die fehlende Tiefe der Charaktere, er sei leichte Unterhaltung und leide an einem schwachen Drehbuch; nichtsdestotrotz seien die realistischen schauspielerischen Leistungen zu betonen, besonders jene von Wiley Wiggins, der besonders im Gedächtnis bleibe. Das Lexikon des Internationalen Films nennt Dazed and Confused „eine trotz der konventionellen Gestaltung reizvolle Studie, die die Verschiedenheit der Charaktere ernstnimmt und auch Generationskonflikte nicht ausspart.“